# Oberamtmann
Der Titel Oberamtmann bezeichnet eine höhere Verwaltungsperson, die in verschiedenen deutschsprachigen Ländern einem Oberamt (oder heute Bezirk), einer höheren Verwaltungsbehörde, vorstand bzw. vorsteht.

## Schweiz
Im Kanton Freiburg ist der Titel Oberamtmann noch heute in Gebrauch und steht für diejenige Funktion, die in anderen Kantonen Statthalter oder Regierungsstatthalter genannt wird; die Bezeichnung im französischsprachigen Teil des Kantons ist préfet. Er übt die Aufgaben aus, die ihm durch die kantonalen Gesetze, Verordnungen und Reglemente zugeteilt werden.
Die Einsetzung der Oberämter (heute Bezirk genannt), denen jeweils ein Vertreter der Regierung vorsteht, geht auf die Verfassung von 1803 zurück. Bis 1976 wurden die Oberamtmänner vom Staatsrat, also der Kantonsregierung, ernannt. Seit Inkrafttreten des Gesetzes über die Oberamtmänner am 1. Januar 1977 werden sie für fünf Jahre von den Wahlberechtigten des jeweiligen Bezirks gewählt.
Der Oberamtmann untersteht direkt dem Staatsrat beziehungsweise der für die staatlichen Institutionen zuständigen Direktion (Ministerium).

## Deutschland
In der Bundesrepublik Deutschland ist Oberamtmann seit 1975 kein gängiger Amtstitel mehr. In der DDR gab es diesen Amtstitel jedoch noch bis 1990, beispielsweise bei der Reichsbahn. Die Funktion des Oberamtmann kam in der Frühmoderne auf, als er für den gesetzmäßigen Gang der Verwaltung zu sorgen hatte. Damals war er der vorgesetzten Behörde unmittelbar und persönlich verantwortlich. Der Titel entsprach damit dem eines (höheren) Vogtes bzw. Landeshauptmanns beziehungsweise der heutigen Amtsbezeichnung Landrat. Als Beamte untergeordnet waren einem Oberamtmann beispielsweise der Kastner (für die Verwaltung) und der Vogt (für die Rechtspflege). In Preußen erhielten verdiente Domänenpächter den Titel Oberamtmann oder Oberamtsrat.
In den zu Preußen gehörenden Hohenzollernschen Landen wurden die Oberämter 1925 in Kreise umbenannt. In Württemberg wurde die Amtsbezeichnung Landrat nach preußischem Vorbild durch das Besoldungsgesetz vom 19. April 1928 eingeführt; die Oberämter selbst wurden in Württemberg allerdings erst 1934 in Kreise umbenannt. In Baden wurde zum 1. Januar 1926 für die Leiter der Bezirksämter die Bezeichnung Landrat eingeführt, zum 1. Januar 1939 wurden die Bezirksämter in Landkreise umbenannt.
In der Bundesrepublik Deutschland war Oberamtmann bis 1975 eine Amtsbezeichnung für einen Beamten des gehobenen Dienstes; er stand wie der ebenfalls zum gehobenen Dienst gehörende Amtsrat in der Besoldungsgruppe A 12. Bei der Bundeszollverwaltung entsprach dem Oberamtmann bzw. dem Amtsrat lange Zeit der Zollrat, der seit 1975 jedoch als Zollamtsrat firmiert (analog der vormalige Oberzollrat und heutige Zolloberamtsrat, in der BesGr A 13).